# Gabriella Grassl
Gabriella Grassl (1987) è un'ex sciatrice alpina svedese.

## Biografia
Attiva in gare FIS dal maggio del 2003, in Coppa Europa la Grassl esordì il 19 febbraio 2006 a Garmisch-Partenkirchen in slalom speciale, senza completare la prova, ottenne il miglior piazzamento il 7 novembre 2008 a Neuss in slalom speciale indoor (12ª) e prese per l'ultima volta il via il 17 dicembre successivo a Schruns in slalom speciale, senza completare la prova. Da allora prese parte a gare minori fino al definitivo ritiro, avvenuto in occasione di uno slalom speciale FIS disputato il 25 febbraio 2012 a Örnsköldsvik e non completato dalla Grassl; in carriera non esordì in Coppa del Mondo né prese parte a rassegne olimpiche o iridate.

## Palmarès

### Coppa Europa
- Miglior piazzamento in classifica generale: 158ª nel 2009

### Campionati svedesi
- 1 medaglia:
- 1 bronzo (discesa libera nel 2007)